# Christian Flaschberger
Christian Flaschberger (* 7. Februar 1983) ist ein ehemaliger österreichischer Skirennläufer. Er gewann bei den Juniorenweltmeisterschaften 2003 die Bronzemedaille in der Kombination. Sein 23 Jahre älterer Bruder Bernhard war ebenfalls Skirennläufer.

## Biografie
Flaschberger gewann 1998 den Slalom des Whistler Cups und bestritt im November desselben Jahres seine ersten FIS-Rennen. Im Jahr 2000 wurde er in den Kader des Österreichischen Skiverbandes aufgenommen. Im Europacup bestritt er seine ersten Rennen im Jänner 2001, danach kam er aber erst zwei Jahre später zu den nächsten Europacupeinsätzen. Im Februar 2003 feierte Flaschberger seinen ersten Sieg in einem FIS-Rennen und im März nahm er an den Juniorenweltmeisterschaften 2003 in Frankreich teil. Dort gewann er mit Platz sechs im Riesenslalom, Platz 19 im Slalom und Rang 21 in der Abfahrt die Bronzemedaille in der Kombination.
Im Jänner 2004 überraschte Flaschberger, als er mit Platz vier in der Abfahrt von Zauchensee seine ersten Europacuppunkte gewann. Zuvor war lediglich ein 52. Rang sein bestes Ergebnis gewesen. Von nun an konnte er sich regelmäßig in den Punkterängen klassieren, weitere Top-10-Platzierungen blieben bis Saisonende aber aus. Die Saison 2004/05 begann Flaschberger mit einem vierten Platz im Riesenslalom von Levi und im restlichen Winter konnte er sich noch viermal unter den schnellsten zehn klassieren. Zu Saisonende erreichte er mit Platz 17 sein bestes Gesamtergebnis im Europacup. In der Saison 2005/06 gelangen ihm drei Top-10-Ergebnisse und im Winter 2006/07 belegte er mit einem vierten und einem achten Platz den fünften Rang in der Super-Kombinations-Wertung. Bei den Österreichischen Meisterschaften 2007 gewann er hinter Romed Baumann und Marcel Hirscher die Bronzemedaille im Riesenslalom.
Am 18. Jänner 2008 erreichte Flaschberger als Dritter der Super-Kombination von Crans-Montana zeitgleich mit dem Italiener Siegmar Klotz seinen einzigen Podestplatz im Europacup. In der Super-Kombinations-Wertung belegte er damit den vierten Platz. In den anderen Disziplinen konnte er aber nur einmal punkten, weshalb er nach der Saison aus dem ÖSV-Kader entlassen wurde. Im Dezember 2008 bestritt Flaschberger seine letzten Europacuprennen. Bis Jänner 2009 nahm er noch an einigen FIS-Rennen teil.

## Erfolge

### Juniorenweltmeisterschaften
- Briançonnais 2003: 3. Kombination, 6. Riesenslalom, 19. Slalom, 21. Abfahrt

### Europacup
- Saison 2006/07: 5. Super-Kombinations-Wertung
- Saison 2007/08: 4. Super-Kombinations-Wertung
- Sechs Platzierungen unter den besten fünf, davon ein Podestplatz

### Weitere Erfolge
- Dritter Platz im Riesenslalom bei den Österreichischen Meisterschaften 2007
- Neun Siege in FIS-Rennen